# Trichocyclus watta
Trichocyclus watta là một loài nhện trong họ Pholcidae. Loài này được phát hiện ở Lãnh thổ Bắc Úc.